# Zuidlaren

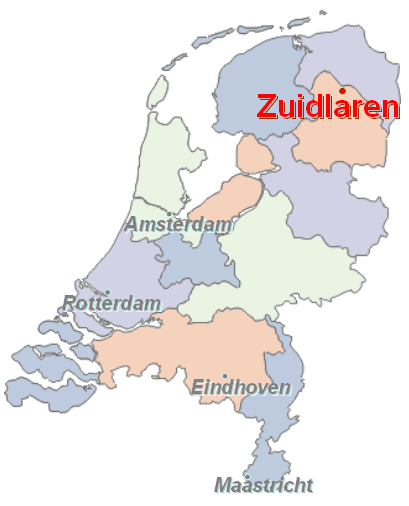
Zuidlaren sulla mappa dei Paesi Bassi

Zuidlaren è un villaggio dei Paesi Bassi, situato nella provincia di Drenthe. Zuidlaren ha poco più di 10 000 abitanti e il villaggio è situato su terra naturale rialzata, nota come Hondsrug.
Zuidlaren fa parte del comune di Tynaarlo. Una volta il villaggio costituiva un comune a sé stante, ma nel 1998 Zuidlaren fu unito al comune di Tynaarlo, un villaggio più piccolo di Zuidlaren, situato fra i 3 maggiori centri abitati che costituiscono il comune: Eelde, Zuidlaren e Vries. Il municipio moderno trova a Vries, che sostituiva il municipio Laarwoud nel 2004.

## Musei e monumenti
Zuidlaren è molto popolare a causa delle diverse curiosità e le attrazioni.
Nel centro del villaggio ci sono alcune sculture che sono molto importanti per gli abitanti di Zuidlaren. La statua di un cavallo e due mercanti è stata inaugurata nel 2000 dal principe Willem-Alexander dei Paesi Bassi durante il mercato di Zuidlaren (Zuidlaardermarkt).
C'è anche la statua di Berend Botje, statua che si riferisce al navigatore Lodewijk van Heiden (1773-1850).
Il monumento commemorativo della seconda guerra mondiale si trova di fronte del palazzo municipale, già Laarwoud. La commemorazione annuale degli abitanti di Zuidlaren uccisi nel corso della seconda guerra mondiale ha sempre luogo il 4 maggio, il giorno prima del giorno della liberazione. Gli abitanti di Zuidlaren commemorano anche le persone che soffrono delle guerre nel presente.
Il mulino di Zuidlaren, chiamato De Wachter, si trova nella parte est di Zuidlaren. Il mulino, che ha la sua propria panetteria, produce il grano e l'olio ed è visitabile come museo.

## Avvenimenti
Il più importante avvenimento nel villaggio è lo Zuidlaardermarkt, un avvenimento annuale che consiste in un mercato del bestiame, una fiera e una piazza con dei divertimenti.
Inoltre ci sono gli altri mercati, come il mercato di cibi freschi e abbigliamento che ha luogo ogni venerdì nel centro di Zuidlaren.
Un altro mercato, l'Oud-Drentsche Markt, è un mercato popolare per i turisti, che ha luogo ogni mercoledì durante l'estate.